# Ruthless Kick
Ruthless Kick – pierwszy studyjny album polskiej grupy muzycznej Flapjack, wydany w czerwcu 1994 przez Metal Mind Productions (jako wydawnictwo o numerze 0022 wytwórni).

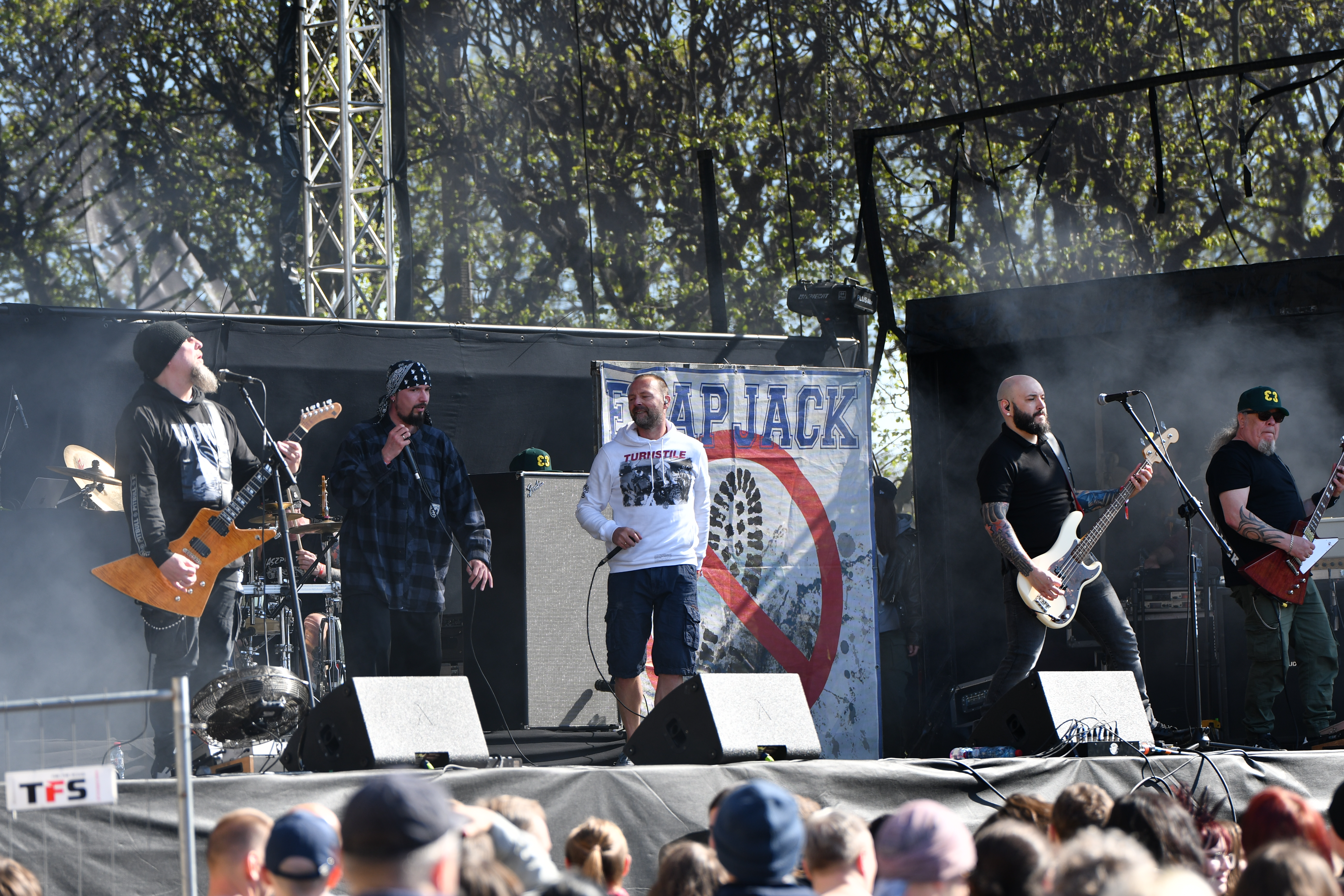
Motyw odbitej podeszwy glana prezentowany na scenie podczas występu Flapjacka w (2023)

## Utwory
1. "Ruthless Kick" – 2:47
2. "Wake Up Deaf" – 3:56
3. "Mandatory Cocaine Song" – 2:43
4. "Flapjack" – 3:33
5. "2 Many Ta 2's" – 2:50
6. "Stage Diver" – 3:11
7. "Dead Elizabeth" – 2:30
8. "I Hate Fuckas" – 3:27
9. "Asterix" – 3:53
10. "Obelix" (instrumentalny) – 4:38

## Twórcy
Skład zespołu
- Grzegorz „Guzik” Guziński (Red Rooster, N’dingue) – śpiew
- Robert „Litza” Friedrich (Acid Drinkers) – gitara rytmiczna
- Maciej Jahnz (Flapjack) – gitara prowadząca
- Jacek „Hrup-Luck” Chraplak (Flapjack) – gitara basowa
- Maciej „Ślimak” Starosta (Acid Drinkers) – perkusja

Udział innych
- Marcin „Vimek” Wimońć (Squot) – śpiew dodatkowy, saksofon
- Tomek „Lipa” Lipnicki (Illusion) – śpiew w utworze "I Hate Fuckas"[6]
- Tomasz „Titus” Pukacki (Acid Drinkers) – śpiew dodatkowy
- „Elizabeth” (Mellow Driver) – śpiew dodatkowy, teksty
- Adam Toczko (Modern Studio) – inżynier dźwięku, miksowanie
- Tomasz Bonarowski (Modern Studio) – asystent w studio, „sound guru”

## Opis
- Na okładce płyty widnieje oznaczenie Parental Advisory[5]. Ponadto we wkładce ponad nazwami grupy i albumu umieszczono odcisk buta-glana należącego do „Elizabeth” oraz hasło „For Mosh Only”[2] (pol. „Tylko do moshu”), zwracające uwagę na to, że ciężkie obuwie ma służyć wyłącznie do zabawy na koncertach, zaś w tym kontekście hasło stanowiło jednocześnie sprzeciw wobec przemocy[5][7].
- Skład twórców albumu został podany we wkładce wraz z ich przynależnością do zespołów macierzystych[5] (zob. supergrupa).
- Pod koniec utworu "Flapjack" użyto motywu gitarowego zapożyczonego z utworu "Killing in the Name" amerykańskiego zespołu Rage Against the Machine, pochodzącego z albumu zatytułowanego Rage Against the Machine[2].
- W utworze "Stage Diver" użyto fragmentu utworu "Know Your Enemy" zespołu Rage Against the Machine, pochodzącego z albumu Rage Against the Machine, w postaci słów wokalisty tego zespołu Zacka de la Rochy wypowiadającego dwukrotnie wers "All of which are American dreams..."[3]. W tym samym utworze wykorzystano również fragmenty wokaliz grupy Pantera[8].

## Odbiór
- W ramach promocji Flapjack zagrał trasę koncertową u boku uznanej angielskiej grupy Paradise Lost. Ponadto na przełomie 1994/1995 grupa koncertowała wraz z Acid Drinkers, Kazikiem oraz u boku amerykańskiej formacji Dog Eat Dog podczas festiwalu Odjazdy '94[9], Illusion[10].
- Po wydaniu płyty Flapjack uchodził za jedno z muzycznych odkryć w Polsce, a materiał z płyty został entuzjastycznie przyjęty zarówno przez dziennikarzy jak i słuchaczy[9]. W 1994 zespół uzyskał nominację do nagrody polskiego przemysłu fonograficznego Fryderyka 1994 w kategorii „Fonograficzny Debiut Roku”[11].

## Odniesienia
- Kilkusekundowy fragment utworu "Wake Up Deaf" wykorzystano w utworze "Stałem się sprawcą zgonu taty z powodu mej dumy z brata" na płycie Porozumienie ponad podziałami (1995) zespołu Kazik na Żywo.
- Na zdjęciu umieszczonym na okładce płyty Alboom z 1995 raper Liroy pozował ubrany w koszulkę promującą album Ruthless Kick[12].